# Nicolao d'Etolia
Nicolao (in greco antico: Nικόλαoς?, Nikólaos; fl. 219-209 a.C.) è stato un militare greco antico proveniente dall'Etolia, che servì i regni ellenistici dell'Egitto tolemaico e dell'impero seleucide sotto Tolomeo IV Filopatore e Antioco III il Grande.

## Biografia

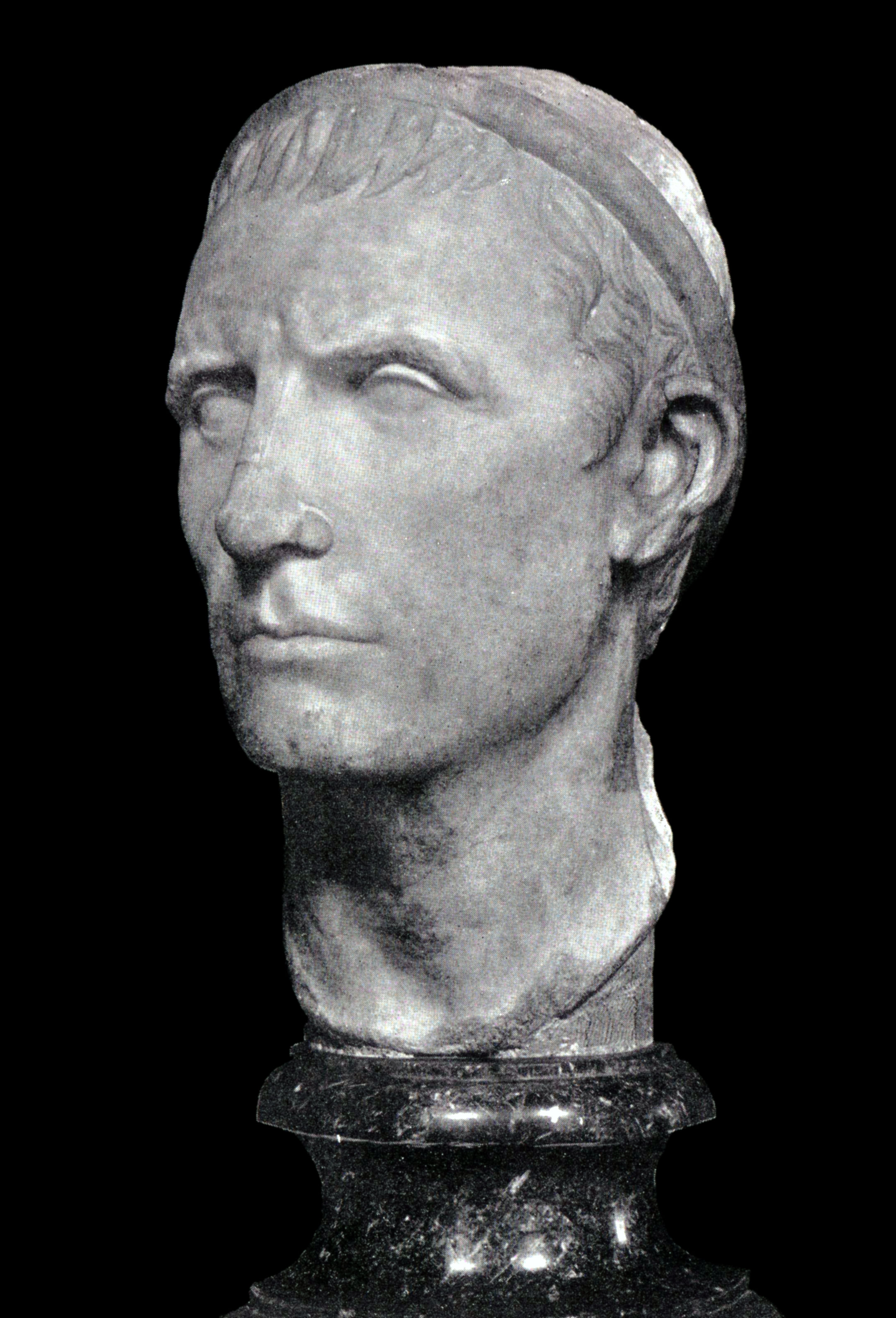
Busto di Antioco III il Grande, sovrano dell'impero seleucide sotto il quale Nicolao combatté (Museo del Louvre, Parigi)

Nicolao viene ricordato per la prima volta nel 219 a.C. quando, durante la quarta guerra siriaca, rimase fedele al re d'Egitto Tolomeo IV quando il suo generale, Teodoto Etolo, passò dalla parte dei seleucidi di Antioco III; Nicolao, infatti, appena scoprì le trattative tra Antioco e Teodoto, assediò quest'ultimo a Tolemaide di Fenicia. Tuttavia, all'arrivo dell'esercito seleucide, Nicolao si ritirò. Nicolao fu quindi nominato generale dell'esercito tolemaico al posto di Teodoto e si fortificò sulla costa della Fenicia a Porfirione; l'esercito di Antioco riuscì facilmente a sconfiggere i tolemaici, numericamente inferiori, uccidendo 2000 soldati nemici e catturandone circa il doppio. Probabilmente Nicolao stesso fu catturato, poiché li ritroviamo al servizio di Antioco come generale mercenario nel 209 a.C., ai tempi di una campagna di Ircania.